# サホロリゾート
サホロリゾート（Sahoro Resort）は、北海道上川郡新得町にあるリゾート施設。
1922年（大正11年）に北海道帝国大学（現在の北海道大学）スキー部の板倉勝宣らが佐幌岳でスキー登山を行い、日高山脈登山の先駆けになった。1937年（昭和12年）には佐幌岳で「全十勝滑降スキー大会」が開催された。観光開発が本格的に始まったのは1970年代だが、スキー場としての歴史は古い。

## 沿革
- 1973年（昭和48年）：「狩勝高原開発事業」スタート[2]。
- 1975年（昭和50年）：「狩勝パシフィックカントリークラブ」（現在のサホロカントリークラブ）オープン[1]。
- 1980年（昭和55年）：「狩勝高原スキー場」オープン[2]。運営は当時旭川市でサンバレースキー場（現・サンタプレゼントパーク）を運営していた三榮スポーツ産業（現・三榮プロパティマネジメント）が担当した[3]。
- 1982年（昭和57年）：狩勝高原開発設立[1]。
- 1983年（昭和58年）：「狩勝コンチネンタルホテル」オープン[1]。狩勝高原スキー場が「サホロ国際スキー場」と改称[1]。
- 1985年（昭和60年）
  - セゾングループのデベロッパーである西洋環境開発が参入し、子会社のサホロリゾートを設立して運営[4]。
  - サホロ国際スキー場が「サホロリゾートスキー場」としてオープン[3]。
  - 日本国有鉄道（現在の北海道旅客鉄道）とタイアップしたジョイフルトレイン「アルファコンチネンタルエクスプレス」運行開始[3][注 1]。
- 1986年（昭和61年）：「サホロリゾートホテル」オープン[3]。西洋環境開発がサホロスキーリゾートを買収[3]。
- 1987年（昭和62年）：日本国内初となるとなるバカンス村「クラブメッド・サホロ」（現在のクラブメッド北海道サホロ）オープン（エス・シー・エム運営）[2][3]。狩勝パシフィックカントリークラブ買収。
- 1997年（平成9年）：サホロリゾートと加森観光が業務提携[4]。
- 1999年（平成11年）：加森観光が全面的に運営を受託し[4]、子会社のサホロマネージメント運営となる。
- 2000年（平成12年）：西洋環境開発が特別清算申請[5]。
- 2001年（平成13年）：サホロマネージメントがサホロリゾート、狩勝高原開発、鎌倉西洋の株式を取得[6]。
- 2006年（平成18年）：「サホロリゾート ベア・マウンテン」オープン[7]。
- 2016年（平成28年）：サホロ岳北側斜面にコース増設[8][9]。

## 施設

### 宿泊施設

#### サホロリゾートホテル
客室
- ガーデンルーム (30 m²)
- コンフォートルーム (35 m²)
- 北側客室
  - デラックスツイン (30 m²)
  - コーナーツイン (35 m²)
- 南側客室
  - スタンダードツイン (26 m²)
  - デラックスツイン (30 m²)
  - スイート (60 m²)

浴場 
- サホロイオンスパ「リフレ」
- 露天風呂「麦飯石の湯」

食事処・宴会場
- 北海道郷土料理「ゆきざさ」[10]
- フレンチレストラン「サホロガーデン」[10]
- 「花森熊」カフェ&レストラン[10]
- 居酒屋「ほのか」[10]
- 宴会場
  - 「はまなす」[10]
  - 「きすげ」[10]
  - 「はるにれ」[10]

その他
- 売店[10]
- 託児所
- コインランドリー
- DOG-HOUSE（北館広場）

#### クラブメッド北海道サホロ

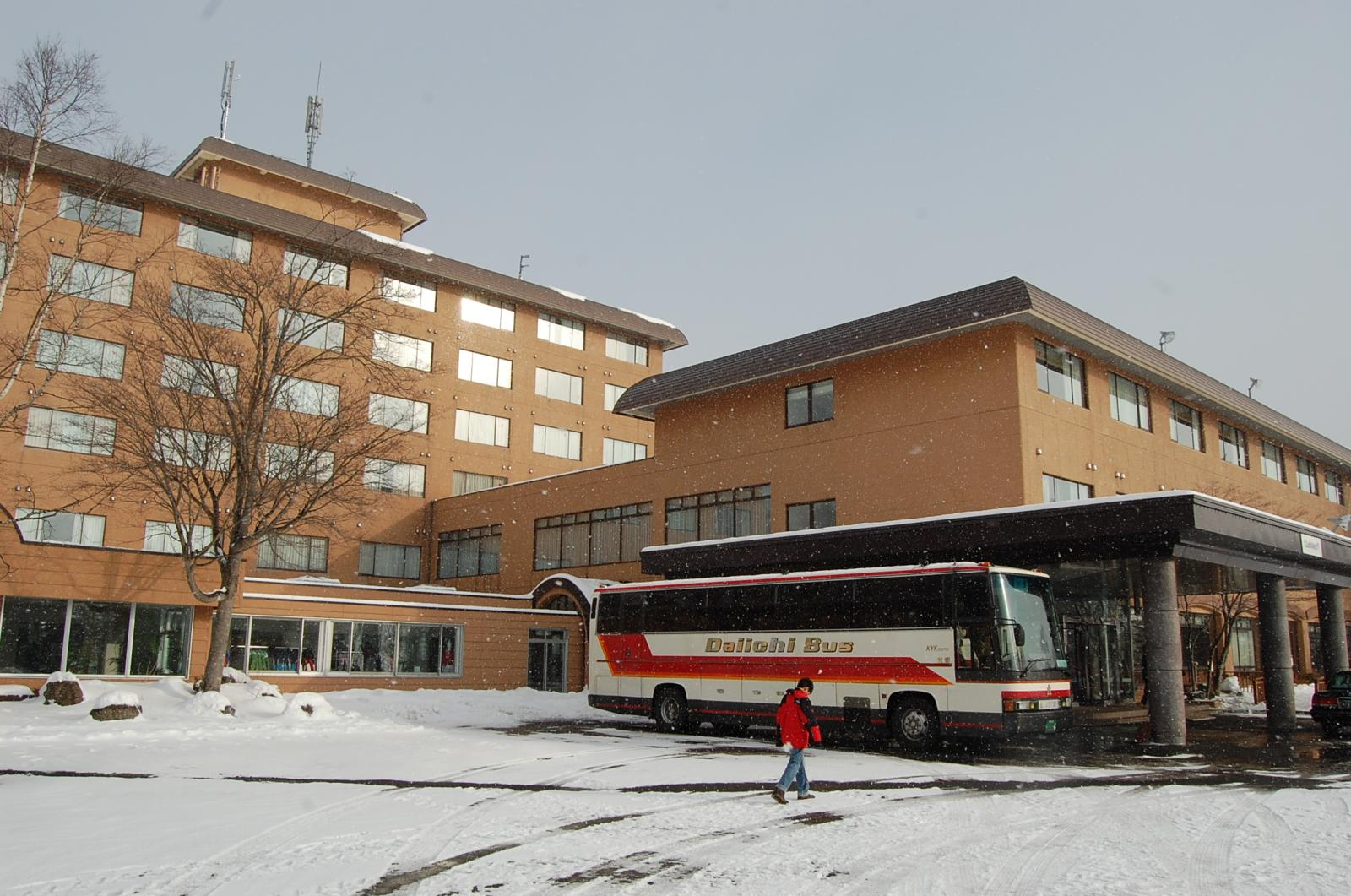
クラブメッド北海道サホロ

### ゴルフ場
コース
| HOLE | 1   | 2   | 3   | 4   | 5   | 6   | 7   | 8   | 9   | OUT   |       |
| ---- | --- | --- | --- | --- | --- | --- | --- | --- | --- | ----- | ----- |
| B.T. | 395 | 515 | 443 | 202 | 418 | 533 | 431 | 185 | 650 | 3,472 |       |
| R.T. | 395 | 500 | 419 | 181 | 383 | 496 | 406 | 165 | 325 | 3,270 |       |
| Par  | 4   | 5   | 4   | 3   | 4   | 5   | 4   | 3   | 4   | 36    |       |
| HOLE | 10  | 11  | 12  | 13  | 14  | 15  | 16  | 17  | 18  | IN    | TOTAL |
| B.T. | 398 | 188 | 422 | 539 | 431 | 177 | 363 | 415 | 523 | 3,456 | 6,928 |
| R.T. | 398 | 173 | 398 | 516 | 398 | 156 | 333 | 391 | 493 | 3,256 | 6,526 |
| Par  | 4   | 3   | 4   | 5   | 4   | 3   | 4   | 4   | 5   | 36    | 72    |

施設
- クラブハウス

### スキー場
佐幌岳の斜面を利用しており、晴れた日は十勝平野が一望できる。ICカードによるリフト券をゲートに近づけるだけで通過することができる「ICカードゲートシステム」を導入している。全日本スキー連盟（SAJ）や日本スノーボード協会（JSBA）公認の「スキーバッジテスト」を開催している。

#### コース
初級
- ノース・ストリート
- セントラル・ストリート
- サウス・ストリート
- ノース・ロード
- セントラル・ロード
- セカンド・セントラル・ロード
- ザ・スカーツ・ロード
- サウス・ロード
- スリリング・ロード
- N5ロマンスコース

中級
- ノース・アベニュー
- セントラル・アベニュー
- セカンド・ノース・アベニュー
- N3チャレンジコース
- N4エキスパートコース

上級
- ノース・ウェイ
- セントラル・ウェイ
- セカンド・セントラル・ウェイ
- サウス・ウェイ
- センター・ボウル・ウェイ
- N1ダウンヒルコース
- N2ダイナミックコース

#### リフト
- サホロゴンドラ
- 第1高速リフト
- 第2高速リフト
- 第4リフト
- 第6リフト
- 第6ペアリフト
- 第7リフト
- 第8リフト
- サホロエキスプレス

#### ゴンドラステーション
- インフォメーションカウンター
- リフト・ゴンドラ券発券所
- スキー&スノーボードスクールカウンター
- レンタルコーナー
- スキーパトロール室・救護室
- ロッカールーム・更衣室
- 売店
- フォーマルハウト（レストラン）

### ベア・マウンテン

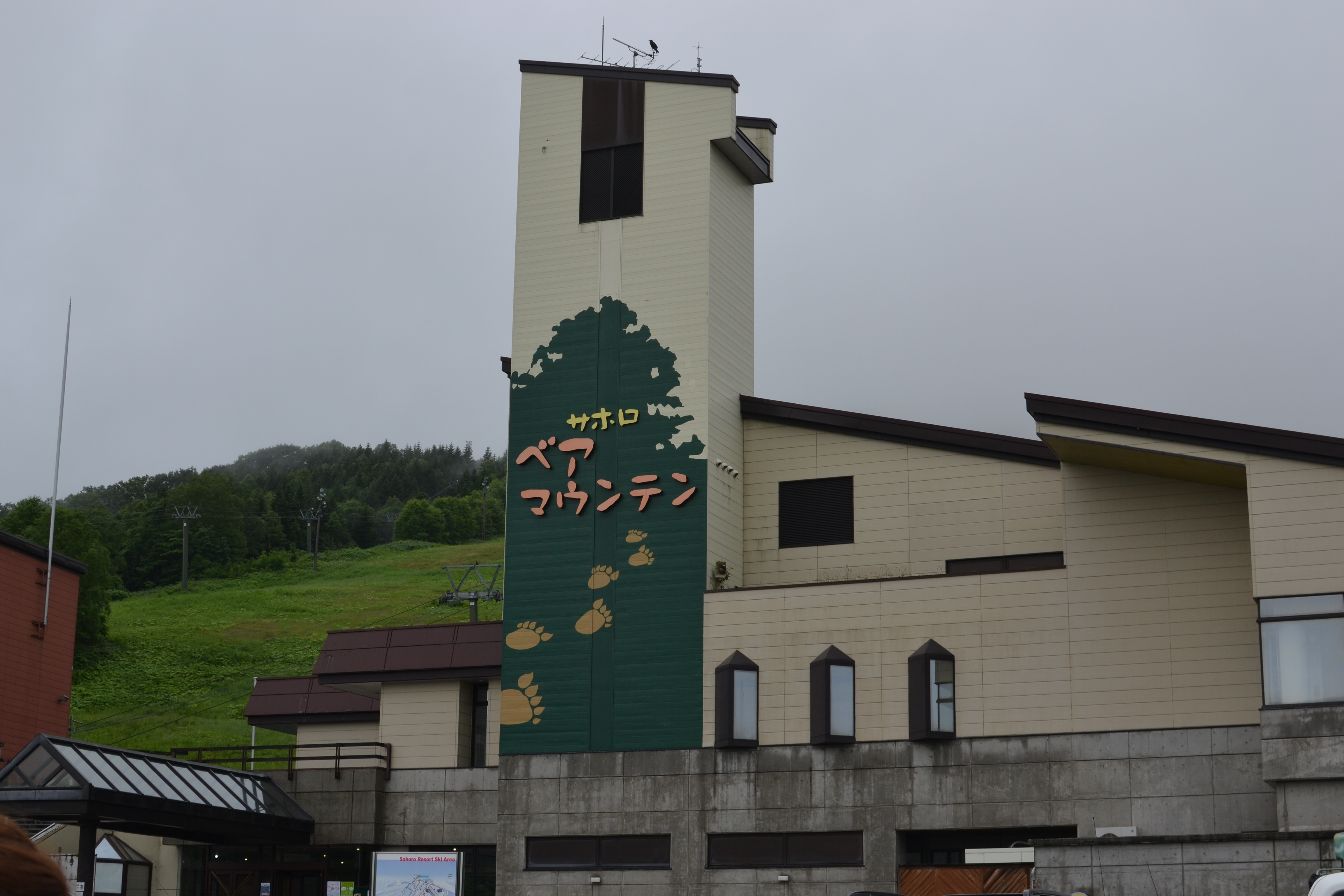
サホロリゾート ベア・マウンテン

## アクティビティ
夏期
- ネイチャークラフト
- キャンドル作り体験
- マイ箸作り体験
- 消しゴムはんこ教室
- 陶芸体験
- 焼き物絵付け教室
- マウンテンバイク（MTB）レンタル
- 卓球
- ラフティング（空知川・十勝川）
- 十勝川ラフティング&カヌー
- スプラッシュクルージング
- キャニオニング
- お手軽体験カヌー
- カナディアンカヌー
- 早朝・たそがれカヌー
- 新内池フィッシング
- 渓流釣りツアー

冬期
- バックカントリーツアー
- スノーシューダウンヒル
- エアボードツアー
- 圧雪者しばれナイトツアー
- ヒグマの森スノーシューツアー
- わかさぎ釣りツアー
- 木登りチャレンジ
- 霞の滝トレッキングツアー
- 雪原ホーストレッキング
- スノーモービル

## アクセス
- 帯広市から車で約60分
- とかち帯広空港（帯広空港）から車で約80分
- 新千歳空港から車で約1時間40分
- 旭川空港から車で約2時間
- 旭川市から車で約2時間15分
- 札幌市から車で約2時間40分
- たんちょう釧路空港（釧路空港）から車で約3時間
- 釧路市から車で約3時間10分
- JR新得駅から無料送迎バスまたはタクシー